# حريش كستنائي
حريش كستنائي (الاسم العلمي: Lithobius castaneus) هو نوع من المفصليات يتبع جنس الحريش من الفصيلة الحريشية.